# Flandern Rundt 2023
Flandern Rundt 2023 var den 107. udgave af det belgiske monument Flandern Rundt. Det 273,4 km lange linjeløb med 3.227 højdemeter blev kørt den 2. april 2023 med start i Brugge og mål i Oudenaarde. Løbet var 14. arrangement på UCI World Tour 2023.
De 18 World Tour-hold og syv ProTeams stillede hver til start med syv ryttere. Forsvarende mester var Mathieu van der Poel fra Alpecin-Deceuninck. Tidligere vindere af løbet der stillede til start var udover van der Poel som også vandt i 2020, Alexander Kristoff (2015) fra Uno-X Pro Cycling Team, Peter Sagan (2016) fra Team TotalEnergies og Kasper Asgreen (2021) fra Soudal Quick-Step.
Efter solokørsel på de sidste to stigninger, vandt Tadej Pogačar fra UAE Team Emirates suverænt løbet. På andenpladsen kom Mathieu van der Poel, mens Mads Pedersen (Trek-Segafredo) rundede podiet af på tredjepladsen. Det var første gang Pogačar vandt Flandern Rundt og kom på podiet, mens det var fjerde år i træk at van der Poel kom på podiet, efter to sejre og én andenplads. For danske Mads Pedersen var det anden gang efter sin andenplads ved løbet i 2018.
Med en gennemsnitsfart på 44,083 km/t blev Tadej Pogačar den vinder med det hurtigste fart i løbets historie, da han kørte de 273,4 kilometer på seks timer, 12 minutter og syv sekunder. Den tidligere rekord havde Gianluca Bortolami, da han vandt løbet i 2001 med et snit på 43,576 km/t. I 2001 var ruten på 269 km og havde et andet forløb.

## Ruten
Starten foregik på Grote Markt i Brugge og ikke i Antwerpen hvor det siden 2017 var begyndt. Brugge var startby fra 1998 til 2016, og vil i 2023, 2025 og 2027 være det igen, mens Antwerpen har startstregen i 2024 og 2026. Derfor skulle rytterne i 2023 ikke køre de to ikoniske brostensstrækninger Lippenhovestraat og Paddestraat i Zottegem i Østflandern. De havde oftest været løbets to første sektorer med brosten. De sidste 110 km af løbet var næsten identisk med ruten fra det foregående år, hvor der også var mål på Minderbroedersstraat i Oudenaarde. Rytterne skulle op ad 19 stigninger, hvor de blandt andet skulle kører på den berømte Oude Kwaremont tre gange. 11 af stigningerne på ruten var belagt med brosten. Udover stigningerne med brosten indeholdte ruten også seks brostensbelagte sektorer uden stigningsprocenter. I alt skulle der køres på 8,85 km brosten.
| Nr. | Navn              | Km    | Underlag | Længde (m) | Gns. stigning | Max. stigning | Km til mål |
| --- | ----------------- | ----- | -------- | ---------- | ------------- | ------------- | ---------- |
| 1   | Korte Ast         | 114,7 | Asfalt   | 500        | 4,3 %         | 9,6 %         | 158,7      |
| 2   | Oude Kwaremont    | 136,8 | Brosten  | 2.200      | 4 %           | 11,6 %        | 136,6      |
| 3   | Kortekeer         | 147,3 | Asfalt   | 1.000      | 6,4 %         | 17 %          | 126,1      |
| 4   | Eikenberg         | 155,0 | Brosten  | 1.200      | 5,2 %         | 10 %          | 118,4      |
| 5   | Wolvenberg        | 159,1 | Asfalt   | 645        | 7,9 %         | 17,3 %        | 114,3      |
| 6   | Molenberg         | 171,6 | Brosten  | 463        | 7 %           | 14,2 %        | 101,8      |
| 7   | Marlboroughstraat | 175,5 | Asfalt   | 463        | 3 %           | 7 %           | 97,9       |
| 8   | Berendries        | 179,6 | Asfalt   | 940        | 7 %           | 12,3 %        | 93,8       |
| 9   | Valkenberg        | 184,9 | Asfalt   | 540        | 8,1 %         | 12,8 %        | 88,5       |
| 10  | Berg ten Houte    | 197,4 | Brosten  | 1.100      | 6 %           | 21 %          | 76,0       |
| 11  | Kanarieberg       | 202,9 | Asfalt   | 1.000      | 7,7 %         | 14 %          | 70,5       |
| 12  | Oude Kwaremont    | 218,8 | Brosten  | 2.200      | 4 %           | 11,6 %        | 54,6       |
| 13  | Paterberg         | 222,3 | Brosten  | 360        | 12,9 %        | 20,3 %        | 51,1       |
| 14  | Koppenberg        | 228,8 | Brosten  | 600        | 11,6 %        | 22 %          | 44,6       |
| 15  | Steenbeekdries    | 234,2 | Brosten  | 1.100      | 3,1 %         | 7,6 %         | 39,2       |
| 16  | Taaienberg        | 236,6 | Brosten  | 530        | 6,6 %         | 15,8 %        | 36,8       |
| 17  | Kruisberg         | 246,9 | Asfalt   | 2.500      | 5 %           | 9 %           | 26,5       |
| 18  | Oude Kwaremont    | 256,7 | Brosten  | 2.200      | 4 %           | 11,6 %        | 16,7       |
| 19  | Paterberg         | 260,1 | Brosten  | 360        | 12,9 %        | 20,3 %        | 13,3       |

Ud over de traditionelle bakker er der seks brostensbelagte sektorer.
| Sektor | Navn             | Km    | Længde (m) | Km til mål |
| ------ | ---------------- | ----- | ---------- | ---------- |
| 1      | Huisepontweg     | 109,0 | 1.700      | 164,4      |
| 2      | Holleweg         | 156,4 | 650        | 116,9      |
| 3      | Kerkgate         | 162,7 | 1.400      | 110,7      |
| 4      | Jagerij          | 165,3 | 800        | 108,1      |
| 5      | Mariaborrestraat | 232,8 | 400        | 40,6       |
| 6      | Stationsberg     | 234,7 | 700        | 38,7       |

## Resultat
| \| Samlede stilling \| Samlede stilling \| Samlede stilling \| Samlede stilling \| Samlede stilling \| \| Rytter \| Rytter \| Hold \| Tid \| \| \| ---------------- \| -------------------- \| ---------------------- \| ---------------- \| ---------------- \| \| 1. \| Tadej Pogačar \| UAE Team Emirates \| 6t 12' 07" \| \| \| 2. \| Mathieu van der Poel \| Alpecin-Deceuninck \| + 16" \| \| \| 3. \| Mads Pedersen \| Trek-Segafredo \| + 1' 12" \| \| \| 4. \| Wout van Aert \| Jumbo-Visma \| + 1' 12" \| \| \| 5. \| Neilson Powless \| EF Education-EasyPost \| + 1' 12" \| \| \| 6. \| Stefan Küng \| Groupama-FDJ \| + 1' 12" \| \| \| 7. \| Kasper Asgreen \| Soudal Quick-Step \| + 1' 12" \| \| \| 8. \| Fred Wright \| Bahrain Victorious \| + 1' 12" \| \| \| 9. \| Matteo Jorgenson \| Movistar Team \| + 1' 19" \| \| \| 10. \| Matteo Trentin \| UAE Team Emirates \| + 2' 49" \| \| \| 11. \| Nathan Van Hooydonck \| Jumbo-Visma \| + 3' 12" \| \| \| 12. \| Florian Vermeersch \| Lotto Dstny \| + 3' 31" \| \| \| 13. \| Tiesj Benoot \| Jumbo-Visma \| + 5' 12" \| \| \| 14. \| Christophe Laporte \| Jumbo-Visma \| + 5' 16" \| \| \| 15. \| Mikkel Bjerg \| UAE Team Emirates \| + 5' 16" \| \| \| 16. \| Benoît Cosnefroy \| AG2R Citroën Team \| + 5' 16" \| \| \| 17. \| Anthony Turgis \| TotalEnergies \| + 6' 04" \| \| \| 18. \| Alexander Kristoff \| Uno-X Pro Cycling Team \| + 6' 09" \| \| \| 19. \| John Degenkolb \| Team DSM \| + 6' 09" \| \| \| 20. \| Nils Politt \| Bora-Hansgrohe \| + 6' 09" \| \| |                      |                        |            |
| |                      |                        |            |
| Kilde: ProCyclingStats |                      |                        |            |
| Samlede stilling |                      |                        |            |
| Rytter | Rytter               | Hold                   | Tid        |
| 1. | Tadej Pogačar        | UAE Team Emirates      | 6t 12' 07" |
| 2. | Mathieu van der Poel | Alpecin-Deceuninck     | + 16"      |
| 3. | Mads Pedersen        | Trek-Segafredo         | + 1' 12"   |
| 4. | Wout van Aert        | Jumbo-Visma            | + 1' 12"   |
| 5. | Neilson Powless      | EF Education-EasyPost  | + 1' 12"   |
| 6. | Stefan Küng          | Groupama-FDJ           | + 1' 12"   |
| 7. | Kasper Asgreen       | Soudal Quick-Step      | + 1' 12"   |
| 8. | Fred Wright          | Bahrain Victorious     | + 1' 12"   |
| 9. | Matteo Jorgenson     | Movistar Team          | + 1' 19"   |
| 10. | Matteo Trentin       | UAE Team Emirates      | + 2' 49"   |
| 11. | Nathan Van Hooydonck | Jumbo-Visma            | + 3' 12"   |
| 12. | Florian Vermeersch   | Lotto Dstny            | + 3' 31"   |
| 13. | Tiesj Benoot         | Jumbo-Visma            | + 5' 12"   |
| 14. | Christophe Laporte   | Jumbo-Visma            | + 5' 16"   |
| 15. | Mikkel Bjerg         | UAE Team Emirates      | + 5' 16"   |
| 16. | Benoît Cosnefroy     | AG2R Citroën Team      | + 5' 16"   |
| 17. | Anthony Turgis       | TotalEnergies          | + 6' 04"   |
| 18. | Alexander Kristoff   | Uno-X Pro Cycling Team | + 6' 09"   |
| 19. | John Degenkolb       | Team DSM               | + 6' 09"   |
| 20. | Nils Politt          | Bora-Hansgrohe         | + 6' 09"   |

## Hold og ryttere
| UCI WorldTeams (18)- AG2R Citroën Team - Alpecin-Deceuninck - Astana Qazaqstan Team - Bahrain Victorious - Bora-Hansgrohe - Cofidis - EF Education-EasyPost - Groupama-FDJ - Ineos Grenadiers - Intermarché-Circus-Wanty - Jumbo-Visma - Movistar Team - Soudal Quick-Step - Arkéa-Samsic - Team DSM - Team Jayco AlUla - Trek-Segafredo - UAE Team Emirates UCI ProTeams (7)- Bingoal WB - Israel-Premier Tech - Lotto Dstny - Q36.5 Pro Cycling Team - Team Flanders-Baloise - TotalEnergies - Uno-X Pro Cycling Team |
| |

### Danske ryttere
| Danske ryttere på startlisten |                      |                        |           |
| Rygnummer                     | Rytter               | Hold                   | Placering |
| 5                             | Søren Kragh Andersen | Alpecin-Deceuninck     | DNF       |
| 24                            | Mikkel Bjerg         | UAE Team Emirates      | 15        |
| 55                            | Mads Pedersen        | Trek-Segafredo         | 3         |
| 72                            | Kasper Asgreen       | Soudal Quick-Step      | 7         |
| 94                            | Mikkel Honoré        | EF Education-EasyPost  | 39        |
| 207                           | Mathias Norsgaard    | Movistar Team          | 57        |
| 244                           | William Blume Levy   | Uno-X Pro Cycling Team | 84        |
| 246                           | Louis Bendixen       | Uno-X Pro Cycling Team | DNF       |

* DNF = gennemførte ikke

### Startliste
| Alpecin-Deceuninck ADC | Alpecin-Deceuninck ADC     | Alpecin-Deceuninck ADC |
| ---------------------- | -------------------------- | ---------------------- |
| Nr.                    | Rytter                     | Placering              |
| 1                      | Mathieu van der Poel (NED) | 2.                     |
| 2                      | Silvan Dillier (SUI)       | 80.                    |
| 3                      | Maurice Ballerstedt (GER)  | DNF                    |
| 4                      | Michael Gogl (AUT)         | DNF                    |
| 5                      | Søren Kragh Andersen (DEN) | DNF                    |
| 6                      | Gianni Vermeersch (BEL)    | 30.                    |
| 7                      | Xandro Meurisse (BEL)      | 54.                    |

| Jumbo-Visma TJV | Jumbo-Visma TJV            | Jumbo-Visma TJV |
| --------------- | -------------------------- | --------------- |
| Nr.             | Rytter                     | Placering       |
| 11              | Wout van Aert (BEL)        | 4.              |
| 12              | Edoardo Affini (ITA)       | DNF             |
| 13              | Tiesj Benoot (BEL)         | 13.             |
| 14              | Christophe Laporte (FRA)   | 14.             |
| 15              | Tim van Dijke (NED)        | 42.             |
| 16              | Tosh Van der Sande (BEL)   | DNF             |
| 17              | Nathan Van Hooydonck (BEL) | 11.             |

| UAE Team Emirates UAD | UAE Team Emirates UAD      | UAE Team Emirates UAD |
| --------------------- | -------------------------- | --------------------- |
| Nr.                   | Rytter                     | Placering             |
| 21                    | Tadej Pogačar (SLO)        | 1.                    |
| 22                    | Rui Oliveira (POR)         | 58.                   |
| 23                    | Sjoerd Bax (NED)           | 68.                   |
| 24                    | Mikkel Bjerg (DEN)         | 15.                   |
| 25                    | Vegard Stake Laengen (NOR) | 69.                   |
| 26                    | Matteo Trentin (ITA)       | 10.                   |
| 27                    | Tim Wellens (BEL)          | DNF                   |

| AG2R Citroën Team ACT | AG2R Citroën Team ACT   | AG2R Citroën Team ACT |
| --------------------- | ----------------------- | --------------------- |
| Nr.                   | Rytter                  | Placering             |
| 31                    | Greg Van Avermaet (BEL) | 62.                   |
| 32                    | Benoît Cosnefroy (FRA)  | 16.                   |
| 33                    | Stan Dewulf (BEL)       | 48.                   |
| 34                    | Lawrence Naesen (BEL)   | DNF                   |
| 35                    | Oliver Naesen (BEL)     | 40.                   |
| 36                    | Pierre Gautherat (FRA)  | DNF                   |
| 37                    | Damien Touzé (FRA)      | 91.                   |

| Lotto Dstny LTD | Lotto Dstny LTD          | Lotto Dstny LTD |
| --------------- | ------------------------ | --------------- |
| Nr.             | Rytter                   | Placering       |
| 41              | Caleb Ewan (AUS)         | DNF             |
| 42              | Sébastien Grignard (BEL) | DNF             |
| 43              | Jasper De Buyst (BEL)    | DNF             |
| 44              | Arjen Livyns (BEL)       | 35.             |
| 45              | Frederik Frison (BEL)    | 34.             |
| 46              | Brent Van Moer (BEL)     | DNF             |
| 47              | Florian Vermeersch (BEL) | 12.             |

| Trek-Segafredo TFS | Trek-Segafredo TFS             | Trek-Segafredo TFS |
| ------------------ | ------------------------------ | ------------------ |
| Nr.                | Rytter                         | Placering          |
| 51                 | Jasper Stuyven (BEL)           | 26.                |
| 52                 | Emīls Liepiņš (LAT) (landevej) | 71.                |
| 53                 | Daan Hoole (NED)               | 61.                |
| 54                 | Alex Kirsch (LUX)              | DNF                |
| 55                 | Mads Pedersen (DEN)            | 3.                 |
| 56                 | Edward Theuns (BEL)            | 44.                |
| 57                 | Mathias Vacek (CZE)            | 65.                |

| Ineos Grenadiers IGD | Ineos Grenadiers IGD   | Ineos Grenadiers IGD |
| -------------------- | ---------------------- | -------------------- |
| Nr.                  | Rytter                 | Placering            |
| 61                   | Tom Pidcock (GBR)      | 52.                  |
| 62                   | Kim Heiduk (GER)       | DNF                  |
| 63                   | Jhonatan Narváez (ECU) | 25.                  |
| 64                   | Ben Turner (GBR)       | DNF                  |
| 65                   | Luke Rowe (GBR)        | 95.                  |
| 66                   | Magnus Sheffield (USA) | 28.                  |
| 67                   | Connor Swift (GBR)     | 90.                  |

| Soudal Quick-Step SOQ | Soudal Quick-Step SOQ             | Soudal Quick-Step SOQ |
| --------------------- | --------------------------------- | --------------------- |
| Nr.                   | Rytter                            | Placering             |
| 71                    | Julian Alaphilippe (FRA)          | 51.                   |
| 72                    | Kasper Asgreen (DEN)              | 7.                    |
| 73                    | Davide Ballerini (ITA)            | 56.                   |
| 74                    | Tim Merlier (BEL) (landevej)      | 43.                   |
| 75                    | Yves Lampaert (BEL)               | 41.                   |
| 76                    | Florian Sénéchal (FRA) (landevej) | DNF                   |
| 77                    | Tim Declercq (BEL)                | DNF                   |

| Team Jayco AlUla JAY | Team Jayco AlUla JAY   | Team Jayco AlUla JAY |
| -------------------- | ---------------------- | -------------------- |
| Nr.                  | Rytter                 | Placering            |
| 81                   | Michael Matthews (AUS) | DNF                  |
| 82                   | Luke Durbridge (AUS)   | DNF                  |
| 83                   | Luka Mezgec (SLO)      | DNF                  |
| 84                   | Kelland O'Brien (AUS)  | 72.                  |
| 85                   | Blake Quick (AUS)      | DNF                  |
| 86                   | Elmar Reinders (NED)   | 46.                  |
| 87                   | Zdeněk Štybar (CZE)    | 75.                  |

| EF Education-EasyPost EFE | EF Education-EasyPost EFE | EF Education-EasyPost EFE |
| ------------------------- | ------------------------- | ------------------------- |
| Nr.                       | Rytter                    | Placering                 |
| 91                        | Julius van den Berg (NED) | 74.                       |
| 92                        | Jens Keukeleire (BEL)     | 53.                       |
| 93                        | Owain Doull (GBR)         | 33.                       |
| 94                        | Mikkel Honoré (DEN)       | 39.                       |
| 95                        | Thomas Scully (NZL)       | DNF                       |
| 96                        | Neilson Powless (USA)     | 5.                        |
| 97                        | Jonas Rutsch (GER)        | 29.                       |

| Bahrain Victorious TBV | Bahrain Victorious TBV | Bahrain Victorious TBV |
| ---------------------- | ---------------------- | ---------------------- |
| Nr.                    | Rytter                 | Placering              |
| 101                    | Matej Mohorič (SLO)    | DNF                    |
| 102                    | Nikias Arndt (GER)     | DNF                    |
| 103                    | Kamil Gradek (POL)     | DNF                    |
| 104                    | Filip Maciejuk (POL)   | DQ                     |
| 105                    | Andrea Pasqualon (ITA) | 36.                    |
| 106                    | Dušan Rajović (SRB)    | DNF                    |
| 107                    | Fred Wright (GBR)      | 8.                     |

| Intermarché-Circus-Wanty ICW | Intermarché-Circus-Wanty ICW | Intermarché-Circus-Wanty ICW |
| ---------------------------- | ---------------------------- | ---------------------------- |
| Nr.                          | Rytter                       | Placering                    |
| 111                          | Biniam Girmay (ERI)          | DNF                          |
| 112                          | Sven Erik Bystrøm (NOR)      | 31.                          |
| 113                          | Aimé De Gendt (BEL)          | DNF                          |
| 114                          | Dries De Pooter (BEL)        | 79.                          |
| 115                          | Baptiste Planckaert (BEL)    | DNF                          |
| 116                          | Laurenz Rex (BEL)            | 49.                          |
| 117                          | Taco van der Hoorn (NED)     | DNF                          |

| Team DSM DSM | Team DSM DSM              | Team DSM DSM |
| ------------ | ------------------------- | ------------ |
| Nr.          | Rytter                    | Placering    |
| 121          | John Degenkolb (GER)      | 19.          |
| 122          | Pavel Bittner (CZE)       | 82.          |
| 123          | Nils Eekhoff (NED)        | DNF          |
| 124          | Leon Heinschke (GER)      | DNF          |
| 125          | Alexander Edmondson (AUS) | 83.          |
| 126          | Tim Naberman (NED)        | DNF          |
| 127          | Kevin Vermaerke (USA)     | DNF          |

| Bora-Hansgrohe BOH | Bora-Hansgrohe BOH           | Bora-Hansgrohe BOH |
| ------------------ | ---------------------------- | ------------------ |
| Nr.                | Rytter                       | Placering          |
| 131                | Shane Archbold (NZL)         | DNF                |
| 132                | Patrick Gamper (AUT)         | DNF                |
| 133                | Marco Haller (AUT)           | DNF                |
| 134                | Nils Politt (GER) (landevej) | 20.                |
| 135                | Jordi Meeus (BEL)            | DNF                |
| 136                | Danny van Poppel (NED)       | DNF                |
| 137                | Jonas Koch (GER)             | 76.                |

| Astana Qazaqstan Team AST | Astana Qazaqstan Team AST        | Astana Qazaqstan Team AST |
| ------------------------- | -------------------------------- | ------------------------- |
| Nr.                       | Rytter                           | Placering                 |
| 141                       | Igor Tjzhan (KAZ) (landevej)     | DNF                       |
| 142                       | Jevgenij Giditj (KAZ) (landevej) | DNF                       |
| 143                       | Martin Laas (EST)                | DNF                       |
| 144                       | Jevgenij Fedorov (KAZ)           | 63.                       |
| 145                       | Dmitrij Gruzdev (KAZ)            | DNF                       |
| 146                       | Nurbergen Nurlykhassym (KAZ)     | DNF                       |
| 147                       | Gleb Syritsa                     | 73.                       |

| Cofidis COF | Cofidis COF            | Cofidis COF |
| ----------- | ---------------------- | ----------- |
| Nr.         | Rytter                 | Placering   |
| 151         | Piet Allegaert (BEL)   | 45.         |
| 152         | Wesley Kreder (NED)    | DNF         |
| 153         | Christophe Noppe (BEL) | 77.         |
| 154         | André Carvalho (POR)   | DNF         |
| 155         | Alexis Renard (FRA)    | DNF         |
| 156         | Axel Zingle (FRA)      | 38.         |
| 157         | Max Walscheid (GER)    | 55.         |

| Israel-Premier Tech IPT | Israel-Premier Tech IPT | Israel-Premier Tech IPT |
| ----------------------- | ----------------------- | ----------------------- |
| Nr.                     | Rytter                  | Placering               |
| 161                     | Dylan Teuns (BEL)       | 37.                     |
| 162                     | Guillaume Boivin (CAN)  | 93.                     |
| 163                     | Jens Reynders (BEL)     | DNF                     |
| 164                     | Hugo Houle (CAN)        | 66.                     |
| 165                     | Krists Neilands (LAT)   | DNF                     |
| 166                     | Tom Van Asbroeck (BEL)  | 23.                     |
| 167                     | Sep Vanmarcke (BEL)     | 24.                     |

| Q36.5 Pro Cycling Team Q36 | Q36.5 Pro Cycling Team Q36 | Q36.5 Pro Cycling Team Q36 |
| -------------------------- | -------------------------- | -------------------------- |
| Nr.                        | Rytter                     | Placering                  |
| 171                        | Jack Bauer (NZL)           | DNF                        |
| 172                        | Filippo Colombo (SUI)      | 50.                        |
| 173                        | Alessandro Fedeli (ITA)    | DNF                        |
| 174                        | Nicolò Parisini (ITA)      | DNF                        |
| 175                        | Kamil Małecki (POL)        | DNF                        |
| 176                        | Antonio Puppio (ITA)       | 92.                        |
| 177                        | Nickolas Zukowsky (CAN)    | DNF                        |

| Arkéa-Samsic ARK | Arkéa-Samsic ARK      | Arkéa-Samsic ARK |
| ---------------- | --------------------- | ---------------- |
| Nr.              | Rytter                | Placering        |
| 181              | Hugo Hofstetter (FRA) | 86.              |
| 182              | Jenthe Biermans (BEL) | DNF              |
| 183              | David Dekker (NED)    | DNF              |
| 184              | Matis Louvel (FRA)    | 27.              |
| 185              | Daniel McLay (GBR)    | 96.              |
| 186              | Mathis Le Berre (FRA) | 94.              |
| 187              | Clément Russo (FRA)   | 81.              |

| Groupama-FDJ GFC | Groupama-FDJ GFC       | Groupama-FDJ GFC |
| ---------------- | ---------------------- | ---------------- |
| Nr.              | Rytter                 | Placering        |
| 191              | Stefan Küng (SUI)      | 6.               |
| 192              | Lewis Askey (GBR)      | 32.              |
| 193              | Kevin Geniets (LUX)    | DNF              |
| 194              | Olivier Le Gac (FRA)   | 60.              |
| 195              | Fabian Lienhard (SUI)  | 78.              |
| 196              | Valentin Madouas (FRA) | DNF              |
| 197              | Samuel Watson (GBR)    | 67.              |

| Movistar Team MOV | Movistar Team MOV         | Movistar Team MOV |
| ----------------- | ------------------------- | ----------------- |
| Nr.               | Rytter                    | Placering         |
| 201               | Iván García Cortina (ESP) | 21.               |
| 202               | Juri Hollmann (GER)       | DNF               |
| 203               | Johan Jacobs (SUI)        | 88.               |
| 204               | Matteo Jorgenson (USA)    | 9.                |
| 205               | Oier Lazkano (ESP)        | DNF               |
| 206               | Iván Romeo (ESP)          | DNF               |
| 207               | Mathias Norsgaard (DEN)   | 57.               |

| TotalEnergies TEN | TotalEnergies TEN            | TotalEnergies TEN |
| ----------------- | ---------------------------- | ----------------- |
| Nr.               | Rytter                       | Placering         |
| 211               | Peter Sagan (SVK) (landevej) | DNF               |
| 212               | Edvald Boasson Hagen (NOR)   | DNF               |
| 213               | Paul Ourselin (FRA)          | DNF               |
| 214               | Thomas Bonnet (FRA)          | DNF               |
| 215               | Sandy Dujardin (FRA)         | 70.               |
| 216               | Anthony Turgis (FRA)         | 17.               |
| 217               | Dries Van Gestel (BEL)       | 22.               |

| Bingoal WB BWB | Bingoal WB BWB                 | Bingoal WB BWB |
| -------------- | ------------------------------ | -------------- |
| Nr.            | Rytter                         | Placering      |
| 221            | Guillaume Van Keirsbulck (BEL) | 47.            |
| 222            | Floris De Tier (BEL)           | 85.            |
| 223            | Dimitri Peyskens (BEL)         | DNF            |
| 224            | Alexis Guérin (FRA)            | DNF            |
| 225            | Julian Mertens (BEL)           | 64.            |
| 226            | Ludovic Robeet (BEL)           | DNF            |
| 227            | Luca Van Boven (BEL)           | 89.            |

| Team Flanders-Baloise TFB | Team Flanders-Baloise TFB | Team Flanders-Baloise TFB |
| ------------------------- | ------------------------- | ------------------------- |
| Nr.                       | Rytter                    | Placering                 |
| 231                       | Vito Braet (BEL)          | 59.                       |
| 232                       | Alex Colman (BEL)         | DNF                       |
| 233                       | Sander De Pestel (BEL)    | DNF                       |
| 234                       | Lindsay De Vylder (BEL)   | DNF                       |
| 235                       | Jenno Berckmoes (BEL)     | DNF                       |
| 236                       | Gilles De Wilde (BEL)     | DNF                       |
| 237                       | Ward Vanhoof (BEL)        | DNF                       |

| Uno-X Pro Cycling Team UXT | Uno-X Pro Cycling Team UXT     | Uno-X Pro Cycling Team UXT |
| -------------------------- | ------------------------------ | -------------------------- |
| Nr.                        | Rytter                         | Placering                  |
| 241                        | Alexander Kristoff (NOR)       | 18.                        |
| 242                        | Martin Bugge Urianstad (NOR)   | DNF                        |
| 243                        | Kristoffer Halvorsen (NOR)     | DNF                        |
| 244                        | William Blume Levy (DEN)       | 84.                        |
| 245                        | Erik Nordsæter Resell (NOR)    | DNF                        |
| 246                        | Louis Bendixen (DEN)           | DNF                        |
| 247                        | Rasmus Tiller (NOR) (landevej) | 87.                        |

| Alpecin-Deceuninck ADC | Alpecin-Deceuninck ADC     | Alpecin-Deceuninck ADC |
| ---------------------- | -------------------------- | ---------------------- |
| Nr.                    | Rytter                     | Placering              |
| 1                      | Mathieu van der Poel (NED) | 2.                     |
| 2                      | Silvan Dillier (SUI)       | 80.                    |
| 3                      | Maurice Ballerstedt (GER)  | DNF                    |
| 4                      | Michael Gogl (AUT)         | DNF                    |
| 5                      | Søren Kragh Andersen (DEN) | DNF                    |
| 6                      | Gianni Vermeersch (BEL)    | 30.                    |
| 7                      | Xandro Meurisse (BEL)      | 54.                    |

| Jumbo-Visma TJV | Jumbo-Visma TJV            | Jumbo-Visma TJV |
| --------------- | -------------------------- | --------------- |
| Nr.             | Rytter                     | Placering       |
| 11              | Wout van Aert (BEL)        | 4.              |
| 12              | Edoardo Affini (ITA)       | DNF             |
| 13              | Tiesj Benoot (BEL)         | 13.             |
| 14              | Christophe Laporte (FRA)   | 14.             |
| 15              | Tim van Dijke (NED)        | 42.             |
| 16              | Tosh Van der Sande (BEL)   | DNF             |
| 17              | Nathan Van Hooydonck (BEL) | 11.             |

| UAE Team Emirates UAD | UAE Team Emirates UAD      | UAE Team Emirates UAD |
| --------------------- | -------------------------- | --------------------- |
| Nr.                   | Rytter                     | Placering             |
| 21                    | Tadej Pogačar (SLO)        | 1.                    |
| 22                    | Rui Oliveira (POR)         | 58.                   |
| 23                    | Sjoerd Bax (NED)           | 68.                   |
| 24                    | Mikkel Bjerg (DEN)         | 15.                   |
| 25                    | Vegard Stake Laengen (NOR) | 69.                   |
| 26                    | Matteo Trentin (ITA)       | 10.                   |
| 27                    | Tim Wellens (BEL)          | DNF                   |

| AG2R Citroën Team ACT | AG2R Citroën Team ACT   | AG2R Citroën Team ACT |
| --------------------- | ----------------------- | --------------------- |
| Nr.                   | Rytter                  | Placering             |
| 31                    | Greg Van Avermaet (BEL) | 62.                   |
| 32                    | Benoît Cosnefroy (FRA)  | 16.                   |
| 33                    | Stan Dewulf (BEL)       | 48.                   |
| 34                    | Lawrence Naesen (BEL)   | DNF                   |
| 35                    | Oliver Naesen (BEL)     | 40.                   |
| 36                    | Pierre Gautherat (FRA)  | DNF                   |
| 37                    | Damien Touzé (FRA)      | 91.                   |

| Lotto Dstny LTD | Lotto Dstny LTD          | Lotto Dstny LTD |
| --------------- | ------------------------ | --------------- |
| Nr.             | Rytter                   | Placering       |
| 41              | Caleb Ewan (AUS)         | DNF             |
| 42              | Sébastien Grignard (BEL) | DNF             |
| 43              | Jasper De Buyst (BEL)    | DNF             |
| 44              | Arjen Livyns (BEL)       | 35.             |
| 45              | Frederik Frison (BEL)    | 34.             |
| 46              | Brent Van Moer (BEL)     | DNF             |
| 47              | Florian Vermeersch (BEL) | 12.             |

| Trek-Segafredo TFS | Trek-Segafredo TFS             | Trek-Segafredo TFS |
| ------------------ | ------------------------------ | ------------------ |
| Nr.                | Rytter                         | Placering          |
| 51                 | Jasper Stuyven (BEL)           | 26.                |
| 52                 | Emīls Liepiņš (LAT) (landevej) | 71.                |
| 53                 | Daan Hoole (NED)               | 61.                |
| 54                 | Alex Kirsch (LUX)              | DNF                |
| 55                 | Mads Pedersen (DEN)            | 3.                 |
| 56                 | Edward Theuns (BEL)            | 44.                |
| 57                 | Mathias Vacek (CZE)            | 65.                |

| Ineos Grenadiers IGD | Ineos Grenadiers IGD   | Ineos Grenadiers IGD |
| -------------------- | ---------------------- | -------------------- |
| Nr.                  | Rytter                 | Placering            |
| 61                   | Tom Pidcock (GBR)      | 52.                  |
| 62                   | Kim Heiduk (GER)       | DNF                  |
| 63                   | Jhonatan Narváez (ECU) | 25.                  |
| 64                   | Ben Turner (GBR)       | DNF                  |
| 65                   | Luke Rowe (GBR)        | 95.                  |
| 66                   | Magnus Sheffield (USA) | 28.                  |
| 67                   | Connor Swift (GBR)     | 90.                  |

| Soudal Quick-Step SOQ | Soudal Quick-Step SOQ             | Soudal Quick-Step SOQ |
| --------------------- | --------------------------------- | --------------------- |
| Nr.                   | Rytter                            | Placering             |
| 71                    | Julian Alaphilippe (FRA)          | 51.                   |
| 72                    | Kasper Asgreen (DEN)              | 7.                    |
| 73                    | Davide Ballerini (ITA)            | 56.                   |
| 74                    | Tim Merlier (BEL) (landevej)      | 43.                   |
| 75                    | Yves Lampaert (BEL)               | 41.                   |
| 76                    | Florian Sénéchal (FRA) (landevej) | DNF                   |
| 77                    | Tim Declercq (BEL)                | DNF                   |

| Team Jayco AlUla JAY | Team Jayco AlUla JAY   | Team Jayco AlUla JAY |
| -------------------- | ---------------------- | -------------------- |
| Nr.                  | Rytter                 | Placering            |
| 81                   | Michael Matthews (AUS) | DNF                  |
| 82                   | Luke Durbridge (AUS)   | DNF                  |
| 83                   | Luka Mezgec (SLO)      | DNF                  |
| 84                   | Kelland O'Brien (AUS)  | 72.                  |
| 85                   | Blake Quick (AUS)      | DNF                  |
| 86                   | Elmar Reinders (NED)   | 46.                  |
| 87                   | Zdeněk Štybar (CZE)    | 75.                  |

| EF Education-EasyPost EFE | EF Education-EasyPost EFE | EF Education-EasyPost EFE |
| ------------------------- | ------------------------- | ------------------------- |
| Nr.                       | Rytter                    | Placering                 |
| 91                        | Julius van den Berg (NED) | 74.                       |
| 92                        | Jens Keukeleire (BEL)     | 53.                       |
| 93                        | Owain Doull (GBR)         | 33.                       |
| 94                        | Mikkel Honoré (DEN)       | 39.                       |
| 95                        | Thomas Scully (NZL)       | DNF                       |
| 96                        | Neilson Powless (USA)     | 5.                        |
| 97                        | Jonas Rutsch (GER)        | 29.                       |

| Bahrain Victorious TBV | Bahrain Victorious TBV | Bahrain Victorious TBV |
| ---------------------- | ---------------------- | ---------------------- |
| Nr.                    | Rytter                 | Placering              |
| 101                    | Matej Mohorič (SLO)    | DNF                    |
| 102                    | Nikias Arndt (GER)     | DNF                    |
| 103                    | Kamil Gradek (POL)     | DNF                    |
| 104                    | Filip Maciejuk (POL)   | DQ                     |
| 105                    | Andrea Pasqualon (ITA) | 36.                    |
| 106                    | Dušan Rajović (SRB)    | DNF                    |
| 107                    | Fred Wright (GBR)      | 8.                     |

| Intermarché-Circus-Wanty ICW | Intermarché-Circus-Wanty ICW | Intermarché-Circus-Wanty ICW |
| ---------------------------- | ---------------------------- | ---------------------------- |
| Nr.                          | Rytter                       | Placering                    |
| 111                          | Biniam Girmay (ERI)          | DNF                          |
| 112                          | Sven Erik Bystrøm (NOR)      | 31.                          |
| 113                          | Aimé De Gendt (BEL)          | DNF                          |
| 114                          | Dries De Pooter (BEL)        | 79.                          |
| 115                          | Baptiste Planckaert (BEL)    | DNF                          |
| 116                          | Laurenz Rex (BEL)            | 49.                          |
| 117                          | Taco van der Hoorn (NED)     | DNF                          |

| Team DSM DSM | Team DSM DSM              | Team DSM DSM |
| ------------ | ------------------------- | ------------ |
| Nr.          | Rytter                    | Placering    |
| 121          | John Degenkolb (GER)      | 19.          |
| 122          | Pavel Bittner (CZE)       | 82.          |
| 123          | Nils Eekhoff (NED)        | DNF          |
| 124          | Leon Heinschke (GER)      | DNF          |
| 125          | Alexander Edmondson (AUS) | 83.          |
| 126          | Tim Naberman (NED)        | DNF          |
| 127          | Kevin Vermaerke (USA)     | DNF          |

| Bora-Hansgrohe BOH | Bora-Hansgrohe BOH           | Bora-Hansgrohe BOH |
| ------------------ | ---------------------------- | ------------------ |
| Nr.                | Rytter                       | Placering          |
| 131                | Shane Archbold (NZL)         | DNF                |
| 132                | Patrick Gamper (AUT)         | DNF                |
| 133                | Marco Haller (AUT)           | DNF                |
| 134                | Nils Politt (GER) (landevej) | 20.                |
| 135                | Jordi Meeus (BEL)            | DNF                |
| 136                | Danny van Poppel (NED)       | DNF                |
| 137                | Jonas Koch (GER)             | 76.                |

| Astana Qazaqstan Team AST | Astana Qazaqstan Team AST        | Astana Qazaqstan Team AST |
| ------------------------- | -------------------------------- | ------------------------- |
| Nr.                       | Rytter                           | Placering                 |
| 141                       | Igor Tjzhan (KAZ) (landevej)     | DNF                       |
| 142                       | Jevgenij Giditj (KAZ) (landevej) | DNF                       |
| 143                       | Martin Laas (EST)                | DNF                       |
| 144                       | Jevgenij Fedorov (KAZ)           | 63.                       |
| 145                       | Dmitrij Gruzdev (KAZ)            | DNF                       |
| 146                       | Nurbergen Nurlykhassym (KAZ)     | DNF                       |
| 147                       | Gleb Syritsa                     | 73.                       |

| Cofidis COF | Cofidis COF            | Cofidis COF |
| ----------- | ---------------------- | ----------- |
| Nr.         | Rytter                 | Placering   |
| 151         | Piet Allegaert (BEL)   | 45.         |
| 152         | Wesley Kreder (NED)    | DNF         |
| 153         | Christophe Noppe (BEL) | 77.         |
| 154         | André Carvalho (POR)   | DNF         |
| 155         | Alexis Renard (FRA)    | DNF         |
| 156         | Axel Zingle (FRA)      | 38.         |
| 157         | Max Walscheid (GER)    | 55.         |

| Israel-Premier Tech IPT | Israel-Premier Tech IPT | Israel-Premier Tech IPT |
| ----------------------- | ----------------------- | ----------------------- |
| Nr.                     | Rytter                  | Placering               |
| 161                     | Dylan Teuns (BEL)       | 37.                     |
| 162                     | Guillaume Boivin (CAN)  | 93.                     |
| 163                     | Jens Reynders (BEL)     | DNF                     |
| 164                     | Hugo Houle (CAN)        | 66.                     |
| 165                     | Krists Neilands (LAT)   | DNF                     |
| 166                     | Tom Van Asbroeck (BEL)  | 23.                     |
| 167                     | Sep Vanmarcke (BEL)     | 24.                     |

| Q36.5 Pro Cycling Team Q36 | Q36.5 Pro Cycling Team Q36 | Q36.5 Pro Cycling Team Q36 |
| -------------------------- | -------------------------- | -------------------------- |
| Nr.                        | Rytter                     | Placering                  |
| 171                        | Jack Bauer (NZL)           | DNF                        |
| 172                        | Filippo Colombo (SUI)      | 50.                        |
| 173                        | Alessandro Fedeli (ITA)    | DNF                        |
| 174                        | Nicolò Parisini (ITA)      | DNF                        |
| 175                        | Kamil Małecki (POL)        | DNF                        |
| 176                        | Antonio Puppio (ITA)       | 92.                        |
| 177                        | Nickolas Zukowsky (CAN)    | DNF                        |

| Arkéa-Samsic ARK | Arkéa-Samsic ARK      | Arkéa-Samsic ARK |
| ---------------- | --------------------- | ---------------- |
| Nr.              | Rytter                | Placering        |
| 181              | Hugo Hofstetter (FRA) | 86.              |
| 182              | Jenthe Biermans (BEL) | DNF              |
| 183              | David Dekker (NED)    | DNF              |
| 184              | Matis Louvel (FRA)    | 27.              |
| 185              | Daniel McLay (GBR)    | 96.              |
| 186              | Mathis Le Berre (FRA) | 94.              |
| 187              | Clément Russo (FRA)   | 81.              |

| Groupama-FDJ GFC | Groupama-FDJ GFC       | Groupama-FDJ GFC |
| ---------------- | ---------------------- | ---------------- |
| Nr.              | Rytter                 | Placering        |
| 191              | Stefan Küng (SUI)      | 6.               |
| 192              | Lewis Askey (GBR)      | 32.              |
| 193              | Kevin Geniets (LUX)    | DNF              |
| 194              | Olivier Le Gac (FRA)   | 60.              |
| 195              | Fabian Lienhard (SUI)  | 78.              |
| 196              | Valentin Madouas (FRA) | DNF              |
| 197              | Samuel Watson (GBR)    | 67.              |

| Movistar Team MOV | Movistar Team MOV         | Movistar Team MOV |
| ----------------- | ------------------------- | ----------------- |
| Nr.               | Rytter                    | Placering         |
| 201               | Iván García Cortina (ESP) | 21.               |
| 202               | Juri Hollmann (GER)       | DNF               |
| 203               | Johan Jacobs (SUI)        | 88.               |
| 204               | Matteo Jorgenson (USA)    | 9.                |
| 205               | Oier Lazkano (ESP)        | DNF               |
| 206               | Iván Romeo (ESP)          | DNF               |
| 207               | Mathias Norsgaard (DEN)   | 57.               |

| TotalEnergies TEN | TotalEnergies TEN            | TotalEnergies TEN |
| ----------------- | ---------------------------- | ----------------- |
| Nr.               | Rytter                       | Placering         |
| 211               | Peter Sagan (SVK) (landevej) | DNF               |
| 212               | Edvald Boasson Hagen (NOR)   | DNF               |
| 213               | Paul Ourselin (FRA)          | DNF               |
| 214               | Thomas Bonnet (FRA)          | DNF               |
| 215               | Sandy Dujardin (FRA)         | 70.               |
| 216               | Anthony Turgis (FRA)         | 17.               |
| 217               | Dries Van Gestel (BEL)       | 22.               |

| Bingoal WB BWB | Bingoal WB BWB                 | Bingoal WB BWB |
| -------------- | ------------------------------ | -------------- |
| Nr.            | Rytter                         | Placering      |
| 221            | Guillaume Van Keirsbulck (BEL) | 47.            |
| 222            | Floris De Tier (BEL)           | 85.            |
| 223            | Dimitri Peyskens (BEL)         | DNF            |
| 224            | Alexis Guérin (FRA)            | DNF            |
| 225            | Julian Mertens (BEL)           | 64.            |
| 226            | Ludovic Robeet (BEL)           | DNF            |
| 227            | Luca Van Boven (BEL)           | 89.            |

| Team Flanders-Baloise TFB | Team Flanders-Baloise TFB | Team Flanders-Baloise TFB |
| ------------------------- | ------------------------- | ------------------------- |
| Nr.                       | Rytter                    | Placering                 |
| 231                       | Vito Braet (BEL)          | 59.                       |
| 232                       | Alex Colman (BEL)         | DNF                       |
| 233                       | Sander De Pestel (BEL)    | DNF                       |
| 234                       | Lindsay De Vylder (BEL)   | DNF                       |
| 235                       | Jenno Berckmoes (BEL)     | DNF                       |
| 236                       | Gilles De Wilde (BEL)     | DNF                       |
| 237                       | Ward Vanhoof (BEL)        | DNF                       |

| Uno-X Pro Cycling Team UXT | Uno-X Pro Cycling Team UXT     | Uno-X Pro Cycling Team UXT |
| -------------------------- | ------------------------------ | -------------------------- |
| Nr.                        | Rytter                         | Placering                  |
| 241                        | Alexander Kristoff (NOR)       | 18.                        |
| 242                        | Martin Bugge Urianstad (NOR)   | DNF                        |
| 243                        | Kristoffer Halvorsen (NOR)     | DNF                        |
| 244                        | William Blume Levy (DEN)       | 84.                        |
| 245                        | Erik Nordsæter Resell (NOR)    | DNF                        |
| 246                        | Louis Bendixen (DEN)           | DNF                        |
| 247                        | Rasmus Tiller (NOR) (landevej) | 87.                        |